# Гуде, Катерине
Катери́не Алекса́ндра Гуде (норв. Catherine Alexandra Gude; род. 1965) — норвежская модель, победительница конкурса красоты «Мисс Интернешнл 1988».
17 июля 1988 года 22-летняя Катерине Гуде выиграла международный конкурс красоты «Мисс Интернешнл 1988». Она стала первой норвежкой в истории, которая выиграла «Мисс Интернешнл».